# مارسيا ريتشاردسون
مارسيا ريتشاردسون (بالإنجليزية: Marcia Richardson) هي منافسة ألعاب القوى بريطانية، ولدت في 10 فبراير 1972 في سلاو في المملكة المتحدة.

## وصلات خارجية
- مارسيا ريتشاردسون على موقع الاتحاد الدولي لألعاب القوى (الإنجليزية)
- مارسيا ريتشاردسون على موقع أوليمبيديا (الإنجليزية)
- مارسيا ريتشاردسون على موقع اللجنة الأولمبية البريطانية (الإنجليزية)